# Saint-Ouen-sous-Bailly
Saint-Ouen-sous-Bailly là một xã thuộc tỉnh Seine-Maritime trong vùng Normandie miền bắc nước Pháp.

### Huy hiệu
| Arms of Saint-Ouen-sous-Bailly | The arms of Saint-Ouen-sous-Bailly are blazoned: Or, 2 crowned lions respectant gules, and on a chief azure an alerion between 2 lozenges argent. |

## Dân số
| 1962                                            | 1968 | 1975 | 1982 | 1990 | 1999 | 2006 |
| ----------------------------------------------- | ---- | ---- | ---- | ---- | ---- | ---- |
| 138                                             | 140  | 153  | 144  | 152  | 187  | 211  |
| Starting in 1962: Population without duplicates |      |      |      |      |      |      |